# Rocío Ocanto
Rocío Ocanto (* 6. September 1992) ist eine ehemalige argentinische Handballspielerin. Sie ist eine von nur wenigen Spielerinnen ihres Landes, die sowohl für die Hallen- als auch die Beachhandball-Nationalmannschaft im Einsatz war.

## Handball
Ocanto spielte als Rechtsaußen zunächst für Nuestra Señora del Luján, seit 2017 für Ferro Carril Oeste in der höchsten argentinischen Liga. Nachdem sie schon mit Luján über Jahre in der Spitze gespielt hatte, gewann sie mit Ferro Carril Oeste 2017 das Super-4-Turnier und damit den argentinischen Titel.
Mit der Nationalmannschaft gewann Ocanto bei den Panamerika-Meisterschaften 2013 in Santo Domingo die Silbermedaille. Anschließend nahm sie auch mit Argentinien an der Handball-Weltmeisterschaft der Frauen 2013 teil und belegte in Serbien den 19. Platz. Auch in den folgenden Jahren gehörte sie der Mannschaft an.
Für die Beachhandball-Nationalmannschaft der Frauen debütierte Ocanto im Rahmen der Südamerikanische Beach Games 2009 in Montevideo. Sie erreichte mit ihrer Mannschaft das „kleine Finale“ gegen Paraguay und gewann mit Argentinien hier die Bronzemedaille.